# Ист Глоуб (Аризона)
Ист Глоуб (енгл. East Globe) насељено је место без административног статуса у америчкој савезној држави Аризона.

## Демографија
По попису из 2010. године број становника је 226.
| Група             | 2000.    | 2010.      |
| Белци             | 0 (0,0%) | 8 (3,5%)   |
| Афроамериканци    | 0 (0,0%) | 0 (0,0%)   |
| Азијати           | 0 (0,0%) | 1 (0,4%)   |
| Хиспаноамериканци | 0 (0,0%) | 35 (15,5%) |
| Укупно            | 0        | 226        |